# Mesostoinae
Mesostoinae es una subfamilia de avispillas parasitoides de la familia Braconidae, endémicas de Australia. Consta de cuatro géneros:
- Andesipolis
- Hydrangeocola
- Mesostoa
- Proavga

Los miembros de esta subfamilia manifiestan dimorfismo sexual, los machos son braquípteros, es decir que tienen alas reducidas. Una característica única de esta subfamilia es que todas las especies forman agallas en Banksia. 